# Gulang
Gulang (léase Ku-Lang, en chino simplificado, 古浪县; pinyin, Gǔlàng xiàn) es un condado bajo la administración directa de la ciudad-prefectura de Wuwei. Se ubica en la provincia de Gansu, centro-norte de la República Popular China. Su área es de 5287 km² y su población total para 2010 fue cerca a los 400 mil habitantes.

## Administración
El condado de Gulang se divide en 19 pueblos que se administran en 15 poblados y 4 villas.